# Dołno Abłanowo
Dołno Abłanowo (bułg. Долно Абланово) – wieś w północnej Bułgarii, w obwodzie Ruse, w gminie Ruse. Według danych szacunkowych Ujednoliconego Systemu Ewidencji Ludności oraz Usług Administracyjnych dla Ludności, 15 grudnia 2018 roku miejscowość liczyła 228 mieszkańców.